# 横井順子
横井 順子（よこい じゅんこ、1931年（昭和6年）7月28日 - 2019年（令和元年））は、日本のソプラノ歌手。徳島文理大学名誉教授。元徳島文理大学音楽学部学部長。
東京藝術大学音楽学部声楽科卒業。香川県出身。夫はバリトン歌手で大阪音楽大学名誉教授の横井輝男。

## 経歴
香川県出身。1955年（昭和30年）、東京藝術大学音楽学部声楽科を卒業。大学を卒業後は四国を中心に活動を行い、1968年（昭和43年）に夫である横井輝男と共にジョイントコンサートを開催。また同年に香川県芸術祭賞を受賞する。
1973年（昭和48年）と1976年（昭和56年）には自身のソプラノリサイタルを開催し、シューベルト、シューマン、レーヴェ、ブラームスなどの歌曲を演奏。
また徳島文理大学音楽学部の教授となり、学部長と専攻科長を経て2008年（平成20年）に同大学を退任。退任後は名誉教授となる。
2019年（令和元年）、死去。享年87。

## 受賞歴
- 1968年 - 香川県芸術祭賞